# Sandra Dewi
 (septembre 2024).
Le contenu est difficilement compréhensible vu les erreurs de traduction, qui sont peut-être dues à l'utilisation d'un logiciel de traduction automatique.
Ne doit pas être confondu avec Dewi Sandra.
Monica Nicholle Sandra Dewi Gunawan Basri, née le 8 août 1983 à Pangkal Pinang, est une actrice, femme d’affaires, et ambassadrice pour plusieurs marques d’Indonésie et d’Asie-du-Sud-Est.

## Biographie
Sandra Dewi est née à Pangkal Pinang, Bangka Belitung le 8 août 1983. Elle est une actrice, mannequin, ambassadrice de plusieurs marques et femme d'affaires indonésienne. L'aînée des trois enfants nés d'Andreas Gunawan Basri et Chatarina Erliani, elle est catholique d'origine chinoise, japonaise et Palembang. Après avoir grandi à Pangkal Pinang et fréquenté des écoles catholiques, elle déménage à Jakarta avec sa famille en 2001 pour fréquenter la London School of Public Relations. Peu de temps après, elle a remporté le concours de beauté Miss Enchanteur et en 2002 a été sélectionnée comme Envoyée touristique pour Jakarta-Ouest. Elle a ensuite participé au Fun Fearless Female, sponsorisé par Cosmopolitan Indonesia, concours en 2006, dans lequel elle s'est classée deuxième. Dewi a connu un succès public avec son rôle dans la comédie de 2007, Quickie Express, pour lequel elle a reçu le prix du film indonésien 2008 du meilleur nouveau venu. L'année suivante, elle a collaboré avec Dewi Sandra et Luna Maya sur la chanson Play, qui est sortie pour l'UEFA Euro 2008, et elle a joué dans Tarzan ke Kota' ', ainsi que chanter certaines des chansons du film.
Sandra Dewi a également joué dans  sinetron  (soap opera indonésien) et dans plusieurs vidéoclips. Dans Hidayah, elle a joué un personnage musulman. Elle a également joué dans le clip vidéo du single Wonder Woman de Mulan Jameela en 2008. Elle l'a fait sans rémunération, affirmant plus tard que l'expérience en valait la peine. Elle a ensuite été nommée "l'artiste la plus recherchée" par Yahoo! Indonésie. Elle s'est décrite comme étant toujours une fervente catholique pratiquante.

## Vie personnelle
En novembre 2016, Sandra Dewi a épousé l'homme d'affaires Harvey Moeis à Tokyo Disneyland. Le couple a 2 fils.